# Болотов, Евгений Александрович
Евгений Александрович Болотов (1870, Казань — 28 сентября 1922, Москва) — русский учёный-механик, профессор.

## Биография
Родился в 1870 году в Казани в семье архитектора Александра Андреевича Болотова. Окончил с золотой медалью Первую казанскую гимназию, а в 1887 году с дипломом первой степени — математическое отделение физико-математического факультета Казанского университета.
В 1896 году стал приват-доцентом Московского университета по кафедре прикладной математики, которую тогда возглавлял Н. Е. Жуковский.
В период с 1900 по 1914 годы преподавал в Императорском Московском техническом училище. В 1907 году Болотова утвердили в степени магистра прикладной математики за работу «О движении материальной плоской фигуры, стеснённой связями с трением». Сохранился отзыв Н. Е. Жуковского на эту работу, где отмечалось, что главная заслуга её автора — геометрический анализ, позволивший до конца разъяснить все механические аспекты движения материальной площадки.
В 1909—1910 годах Болотов читал в Московском техническом училище курс теории упругости (его лекции были стенографированы и подготовлены к печати В. П. Ветчинкиным, но так и не были изданы). Им были написаны учебные руководства по курсам математического анализа (изданы в 1912 году) и аналитической геометрии, читавшиеся много лет. Одновременно, он вёл упражнения по курсу теоретической и аналитической механики, читавшемуся Н. Е. Жуковским.
Жуковский высоко оценивал лекторское мастерство Болотова:

… Его (Е. А. Болотова) блестящие лекторские способности с удовольствием вспоминаются его благодарными учениками по техническому училищу. Он умел всегда в самой простой форме указать на суть разбираемой задачи. Его учёные работы «Задача о разложении данного винта», «О движении материальной плоской фигуры со связями с трением», «О теореме Гаусса» отличаются простотой изложения и оригинальностью мысли. Вторая работа была представлена на магистерскую диссертацию в Московском университете и послужила к разъяснению многих парадоксов в вопросе динамики с трением. Наконец, его последнее сочинение о некотором приложении теоремы Гаусса могло быть принято как докторская диссертация…
В 1914 году по рекомендациям профессоров А. П. Котельникова, Д. И. Дубяго, Д. А. Гольдгаммера, Н. Н. Парфентьева Болотов был приглашён в Императорский Казанский университет заведующим кафедрой теоретической и практической механики. С этого времени вплоть до 1921 года он — ординарный профессор Казанского университета.
В 1917 году Е. А. Болотов был утверждён проректором Казанского университета; 19 октября 1918 года избран, а 12 ноября утверждён в должности ректора Казанского университета. Выбыл из состава профессоров 1 января 1919 года, сложив с себя полномочия ректора; однако (после нового избрания Болотова в феврале профессором по кафедре механики) он 22 февраля этого года вновь был избран на должность ректора.
22 января 1921 года вышел в отставку с должности ректора Казанского университета. В том же году (после того, как 17 марта 1921 года умер Н. Е. Жуковский, заведовавший в Московском высшем техническом училище кафедрой теоретической механики) Е. А. Болотова вновь пригласили в МВТУ — возглавить эту кафедру. Болотов согласился и 15 декабря 1921 года был избран профессором по кафедре теоретической механики, но заведовал ей меньше года: 28 сентября 1922 года он скончался. Похоронен на Лазаревском кладбище.

## Научная деятельность
Научные исследования Е. А. Болотова посвящены различным разделам теоретической и аналитической механики. Вкладом в теорию винтов стала его первая научная работа — статья 1893 года, в которой он решал задачу о разложении заданного винта на два винта с одинаковыми параметрами. Интерес представляют также работы Е. А. Болотова в области гидромеханики, в которых исследовались движение тяжёлой несжимаемой жидкости и влияние ветра на скорость распространения малых волн по поверхности жидкости.
Важнейшее место в научном наследии Е. А. Болотова занимает его статья «О принципе Гаусса», изданная в 1916 г. в Казани и представляющая собой монографию, посвящённую тщательному логическому анализу наиболее общего из дифференциальных вариационных принципов механики — принципа наименьшего принуждения Гаусса и ряда его обобщений. В этой работе, высоко оценённой Н. Е. Жуковским, Болотов обобщил принцип Гаусса на случай освобождения механической системы от части связей — позднее это направление исследований продолжили другие представители казанской школы механиков: Н. Г. Четаев, М. Ш. Аминов и др.
Как известно, принцип наименьшего принуждения позволяет для каждого момента времени выделять действительное движение среди всех кинематически осуществимых её движений, то есть движений, допускаемых наложенными на систему связями (текущее состояние системы предполагается фиксированным; реализовать такие движения можно, изменив приложенные к системе активные силы.
Современная формулировка принципа Гаусса применительно к системе материальных точек такова: В каждый момент времени действительное движение механической системы с идеальными связями выделяется среди всех её кинематически осуществимых движений тем, что для него значение принуждения
{\displaystyle Z\;=\;{\frac {1}{2}}\;{\overset {}{\overset {N}{\underset {\nu =1}{\sum }}}}\,m_{_{\nu }}\left(\mathbf {w} _{_{\nu }}-{\frac {\mathbf {F} _{_{\nu }}}{m_{_{\nu }}}}\right)^{2}}
минимально. Здесь {\displaystyle N} — число точек, входящих в систему, {\displaystyle m_{_{\nu }}} — масса {\displaystyle \nu }-й точки, {\displaystyle \mathbf {F} _{_{\nu }}} — равнодействующая приложенных к ней активных сил, {\displaystyle \mathbf {w} _{_{\nu }}} — ускорение данной точки в кинематически осуществимом движении системы.
Поскольку в силу II закона Ньютона вектор {\displaystyle \mathbf {F} _{_{\nu }}\,/\,m_{_{\nu }}=\mathbf {w} _{\nu }^{\circ }} есть ускорение {\displaystyle \nu }-й точки освобождённой от всех связей системы, выражению для принуждения {\displaystyle Z} можно придать вид
{\displaystyle (*)\;\;\;\;Z\;=\;{\frac {1}{2}}\;{\overset {}{\overset {N}{\underset {\nu =1}{\sum }}}}\,m_{_{\nu }}\left(\mathbf {w} _{_{\nu }}-\,\mathbf {w} _{\nu }^{\circ }\right)^{2}\,;}
разность, стоящая в скобках, есть составляющая вектора ускорения {\displaystyle \nu }-й точки, вызванная действием связей. Именно они и принуждают систему со связями отклоняться от движения, свойственного освобождённой системе.
Рассмотрим, следуя Болотову, ряд обобщений принципа Гаусса.

### Принцип Гаусса в форме Маха — Болотова
В 1883 г. Э. Мах, рассматривавший (как и сам Гаусс) лишь системы с двусторонними голономными связями, сформулировал (без доказательства) следующее обобщение принципа Гаусса: его утверждение останется справедливым, если применить не полное, а частичное освобождение от связей. Выражение {\displaystyle (*)} для принуждения {\displaystyle Z} при этом остаётся неизменным, но роль векторов {\displaystyle \mathbf {w} _{_{\nu }}^{\circ }} в нём будут играть уже ускорения точек системы в движении, ограниченном меньшим числом связей.
Е. А. Болотов строго доказал указанное обобщение принципа Гаусса, распространив его на случай наличия неголономных связей, линейных по скоростям. При этом он первым указал на необходимость строгого определения понятия возможного перемещения при применении дифференциальных вариационных принципов механики к неголономным системам. Позднее Н. Г. Четаев в 1932—1933 гг. дал для понятия возможного перемещения новое (аксиоматическое) определение и показал, что принцип наименьшего принуждения в форме Маха — Болотова применим и для нелинейных неголономных систем.
Рассмотренное обобщение принципа Гаусса представляет значительный практический интерес. Например, оно используется при компьютерном моделировании динамики систем твёрдых тел, когда при вычислении принуждения (которое минимизируется методами математического программирования) отбрасывают связи между телами системы, но не связи между точками, входящими в состав каждого из тел. Данное обобщение излагается в ряде учебников теоретической механики.

### Принцип Гаусса в форме Больцмана — Болотова
Идею дальнейшего обобщения принципа Гаусса выдвинул в 1897 г. Л. Больцман. Он указал, что при наличии односторонних связей утверждение данного принципа останется справедливым, если применить частичное освобождение от связей, отбрасывая все односторонние связи и произвольное число связей двусторонних; однако приведённое Больцманом обоснование выдвинутого им положения ясностью не отличалось и вызвало ряд упрёков.
Болотов строго доказал и это обобщение принципа Гаусса (именуемое ныне принципом наименьшего принуждения в форме Больцмана — Болотова), сделав при этом важное для практического использования принципа замечание.
Чтобы сформулировать его, запишем (предполагая, что ограничения, налагаемые на скорости точек односторонними связями, выполнены в виде равенств; те связи, которые ослаблены по скоростям, вообще никак не ограничивают в текущий момент времени движение точек системы) условия, налагаемые соответственно двусторонними и односторонними связями на ускорения точек:
{\displaystyle a_{s}\;=\;0\,,\;\;s\,=\,1,\,\dots ,\,l\,;\;\;\;\;a_{s}\,\geqslant \;0\,,\;\;s\,=\,l+1,\,\dots ,\,r\,;}
здесь {\displaystyle l} — число двусторонних, а {\displaystyle r-l} — число односторонних связей; неотрицательные скаляры {\displaystyle a_{s}}, называемые ускорениями ослабления связей, имеют вид:
{\displaystyle a_{s}\;=\;{\overset {}{\overset {N}{\underset {\nu =1}{\sum }}}}\,\,(\mathbf {c} _{s{\nu }}\,,\,\mathbf {w} _{\nu })\,+\,d_{s}\,,}
где величины {\displaystyle \mathbf {c} _{s{\nu }}} и {\displaystyle d_{s}} зависят от состояния и времени, а при минимизации принуждения являются константами; круглые скобки обозначают скалярное произведение трёхмерных векторов.
Суть упомянутого замечания Болотова состоит в том, что при минимизации принуждения {\displaystyle Z} следует рассматривать среди всех кинематически осуществимых движений лишь те, для которых ускорения ослабления каждой из односторонних связей не меньше ускорений их ослабления в действительном движении.
Порядок применения обобщённого принципа Гаусса к задачам с односторонними связями Болотов иллюстрирует применительно к задаче о движении весомого однородного стержня, у которого конец {\displaystyle A} опирается на гладкую горизонтальную плоскость {\displaystyle Oxy}, а конец {\displaystyle B} может скользить по линии пересечения двух других гладких плоскостей {\displaystyle Oxz} и {\displaystyle Oyz}, перпендикулярных первой плоскости и друг другу. Болотов проводит полный анализ данной задачи и определяет условия, при которых тот или иной конец стержня отрывается от плоскости, на которую он опирался. Данная задача интересна тем, что применительно к ней даёт неверные результаты метод выявления ослабляемой связи, предложенный в 1838 г. М. В. Остроградским в мемуаре «О мгновенных перемещениях систем, подчинённых переменным условиям»; ошибку в рассуждениях Остроградского нашёл в 1889 г. А. Майер.
В 1990 году В. А. Синицын получил ещё одну форму принципа Гаусса, в которой (при надлежащих ограничениях на рассматриваемые кинематически осуществимые движения) допускается освобождение системы не от всех (как у Болотова), а лишь от части односторонних связей.

### Принцип Гаусса в теории удара
Е. А. Болотов показал, что обобщённый принцип Гаусса применим также и к ряду задач теории удара, но эти его результаты носят менее общий характер, причём он ограничивается лишь случаем абсолютно неупругого удара. Иллюстрирует свой метод Болотов на уже упоминавшейся задаче о весомом однородном стержне (предполагая, что к центру масс стержня прикладывается заданный ударный импульс).

## Публикации
- Болотов Е. А.  Задача о разложении данного винта на два винта с равными параметрами // Изв. физ.-мат. общества при Казанском ун-те, Сер. 2. — 1893. — Т. 3.
- Болотов Е. А.  О принципе Гаусса // Изв. физ.-мат. общества при Казанском ун-те. — 1916. — С. 99—152.